# Pedro Reginaldo Lira
Pedro Reginaldo Lira, né le 10 juin 1917 à Salta et mort le 11 décembre 2012 dans la même ville, est un prélat catholique argentin.

## Biographie
Lira est ordonné prêtre en 1938. En 1958, il est nommé évêque auxiliaire de Salta et évêque titulaire de Tenedus (de). De 1961 à 1965 il est  évêque de  San Francisco (Argentine). En 1965 il est nommé évêque titulaire  de Castellum-en-Maurétanie (de) et en 1968 de nouveau évêque auxiliaire de  Salta  Lira prend sa retraite en 1978. Lira est aussi recteur de l'université catholique de Salta.